# Delec alfa
Delci α so ionizirajoče sevanje, ki ga atomsko jedro oddaja pri razpadu α. V delce α je vezan par protonov in par nevtronov, torej so enaki jedrom helija-4, dvakrat ioniziranega atoma najpogostejšega izotopa helija.
Delci α ob prehodu skozi snov interagirajo z atomi v snovi in postopno izgubljajo svojo energijo. V povprečju izgubi delec α pri vsakem trku približno 100 eV energije. Delci α z enako začetno energijo opravijo v snovi približno enako dolgo pot – povprečna dolžina poti se imenuje doseg delcev α. Doseg je odvisen od energije delcev α ter od vrste in gostote snovi, skozi katero delci potujejo. V zraku je doseg delcev α z energijo 1 MeV približno 1 cm, v vodi pa približno 0,01 mm.
Število ionizacij, ki jih delec na svoji poti skozi snov povzroči na enoto dolžine, se imenuje specifična ionizacija. Specifična ionizacija z naraščajočo energijo delca upada, njen potek pa podaja Braggova krivulja. Delci α imajo veliko specifično ionizacijo v primerjavi z drugimi vrstami ionizirajočega sevanja, kot so delci β, žarki γ ali rentgenski žarki. To se upošteva s faktorjem relativne biološke učinkovitosti, ki je za delce α med 10 in 20.